# Йохан Елерт Боде
Йохан Боде (на немски: Johann Elert Bode) е известен германски астроном и откривател на кометата C/1779 A1, която днес носи неговото име.

## Биография
Роден е на 19 януари 1747 година в Хамбург, Германия, в семейството на търговец. Той е най-голямото от девет деца и израства в Хамбург, където получава началното си образование предимно от баща си. Като младеж страда от тежко заболяване на очите, което довежда до увреждане на дясното му око.
През 1765 година чрез лекаря Хайнрих Раймус, Йохан се запознава с учителя по математика в хамбургската гимназия Георг Буш. Буш е впечатлен от математически способности на Боде и му позволява да използва личната си библиотека. Тя става основа за първите проучвания на Боде, който през 1766 година едва 19-годишен публикува първата си научна статия. Тя е посветена на слънчевото затъмнение от 5 август 1766 година. Боде публикува през 1772 година откритото през 1766 от Йохан Тициус емпирично правило за разстоянията на планетите до Слънцето, което съществувало само като бележка в труд на последния. Днес това правило носи името Закон на Тициус-Боде.
През 1786 Боде става директор на Берлинската обсерватория, от която се оттегля през 1825. Там той публикува Uranographia (1801), небесен атлас. Публикува и друг малък звезден атлас, предназначен за астрономически аматьори (Vorstellung дер Gestirne).
През 1794 г. е избран за чуждестранен член на Шведската кралска академия на науките, а през април 1789 г. за член на Кралското общество.
Умира на 23 ноември 1826 година в Берлин на 79-годишна възраст.

## Признание
- На него са кръстени лунен кратер и малката планета (998) Bodea.